# UGC 3654
UGC 3654 è una galassia a spirale visibile nella costellazione di Cefeo.
Il nucleo si presenta di consistenza compatta e piuttosto accentuato. La struttura a spirale è labile, non sono ben discernibili e quantificabili i bracci.
A 0',3 a nordest, immersa prospetticamente nell'alone, vi è la stella GSC 4622:224, di magnitudine 12,2. Invece 3',7 a nord è visibile la galassia UGC 3661 di magn.15,6.